# 朱鸟
朱鸟（686年七月二十起）是日本飞鸟时代天武天皇年号。

## 改元
- 天武天皇十五年七月二十（儒略曆686年8月14日）：建元朱鸟。
- 持統天皇即位，停用年號直至701年。

## 出典
- 《礼记·曲礼上》：
  - “行：前朱鸟而后玄武，左青龙而右白虎”

## 大事记
- 朱鸟元年十月初三：大津皇子企圖謀反。

## 逝世
- 朱鸟元年九月初九（儒略曆686年10月1日）：天武天皇。

## 纪年
| 朱鸟 | 元年  |
| 公元 | 686年 |
| 干支 | 丙戌  |

## 參看
- 朱鸟
- 日本年號列表
- 同期存在的其他政权年号
  - 垂拱（685年正月至688年十二月）是唐朝政权武則天的年号